# Jean Allarmet de Brogny
Jean Fraczos, dit Jean de Brogny ou Jean Allarmet de Brogny (1342-15 février 1426) est un homme d'Église, juriste, vice-chancelier de l'Église catholique, légat du pape, président du concile de Constance de la fin du XIVe siècle et du début du siècle suivant. Il est évêque de Viviers (1382-1394), cardinal (1385), évêque d'Ostia-Velletri (1394-1410), archevêque d'Arles (1410-1423).
Jean Fraczos est connu dans l'histoire, sous divers noms : Jean de Brogny, Jean de Brognier (Johannes de Bronicaco), cardinal de Brogny, cardinal de Viviers, cardinal d'Ostie et parfois cardinal d'Arles.

## Biographie

### Origines
Jean Fraczos naît en 1342, au hameau de Brogny, sur le territoire de l'actuelle commune d'Annecy-le-Vieux,. Il est le fils de Jean Fraczon, surnommé Alarmet ou Mermet, Brongnier, Brogniac, Embrogniac ou Brogniaco, un agriculteur aisé, bourgeois d'Annecy.
Il a un neveu, Jean de Tremblay, qui est protonotaire apostolique et qui sera aussi présent au concile de Constance.

### Formations et obtention de bénéfices
Remarqué pour ses dispositions précoces par deux moines, il est envoyé se former à Genève, au couvent des Dominicains de Plainpalais. Il poursuit ses études à l'université d'Avignon.
Il termine ensuite son éducation à l'université d'Avignon où il obtient son doctorat en droit civil, en 1379. En 1378, les auteurs de la notice du Dictionnaire historique de la Suisse font remarquer qu'« il n'est en 1378 que chambrier, familier et chapelain du pape Clément VII et curé de Naters (?-1379) ». Cette position lui permet de nombreux honneurs et bénéfices.
À partir de cette 1283, il obtient ainsi de nombreux « bénéfices, prévôtés, archidiaconats, plus d'une quarantaine de prieurés, dont Val-d'Illiez (avant 1388) et Saint-Pierre-de-Clages (procès en 1392), surtout ruraux, souvent échangés contre des pensions »,.
En 1381, il est fait dataire, fonction qu'il occupe jusqu'en 1387. En 1382, il monte sur le trône épiscopales de Viviers, puis reçoit l'année suivante la charge de camérier,. Le 12 juillet 1385, il est fait cardinal-prêtre de Saint-Atanase,. Roche souligne qu'« On sait peu de chose de son épiscopat à Viviers ». Il ne réside pas à Viviers. Charles-Olivier de Poitiers est appelé à administrer le diocèse en son nom.
Enfin à partir de 1389, il obtient la régence de la Pénitencerie, puis il en devient vice-chancelier de 1391, charge confirmée en 1394, et qu'il garde jusqu'à sa mort,.

### Soutien initial des anti-papes
En 1394, le successeur de Robert, Pierre de Luna plus connu comme antipape Benoît XIII, confirme toutes ses nominations et le promeut à l'évêché d’Ostia-Velletri. À cette époque, Jean Allarmet de Brogny est partisan des papes d'Avignon. Toutefois, dès 1398, il quitte cette cité pontificale pour protester contre l'esprit non-apostolique de cette cour.
En 1397, Jules Philippe, dans sa Notice historique sur l'abbaye de Talloires (1861), le donne abbé commendataire du prieuré de Talloires. Vers 1399 ou 1400, il devient prieur commendataire (vicaire ou procureur ou administrateur) de Saint-Victor de Genève.
En 1409, il abandonne Benoît XIII qui le dépose (il le déchoit de sa dignité de cardinal), le 20 octobre de la même année.
Après le concile de Pise (1409) et l'élection de l'antipape Alexandre V, le nouveau pontife confirme Jean Allarmet dans ses dignités d'évêque d'Ostia (c'est-à-dire doyen du Collège des cardinaux) et de chancelier de l'Église.
Un an plus tard, en 1410, dans le cadre de cette dernière fonction, il préside les funérailles d'Alexandre décédé le 3 mai, et quelques jours plus tard, le 17 mai, le conclave qui nomme l'antipape Jean XXIII.

### Épiscopat politique à Arles
Cette année-là (1410), l'archevêché d'Arles devenant vacante, Jean qui tient le cardinal de Brogny dans la plus haute estime, refuse le candidat proposé par le Chapitre d'Arles, et nomme de Brogny à sa place. Cette nomination, dans son esprit, vise la récupération des droits de l'Église d'Arles usurpés par les comtes de Provence au début du Grand Schisme (1378-1418).

### Rôle dans la résolution finale du Grand Schisme
Après avoir restauré son diocèse, le cardinal de Brogny quitte Arles pour s'occuper d'une mission plus délicate, concernant la situation particulière de l'Église, qui à la suite du concile de Pise a trois papes au lieu d'un.
Entre 1414 et 1418, il préside le concile de Constance, réuni à cet effet, qui accepte la démission du pape Grégoire XII, le 4 juillet 1415, révoque les deux autres papes et, le 11 novembre 1417, voit l'élection du nouveau pape Martin V, pour qui il a fait campagne. C'est lui qui consacre Martin V comme évêque de Rome, le 21 novembre 1417.
Il conserve toute sa vie des liens étroits avec sa région natale. Ainsi la chapelle Notre-Dame, dite des Macchabées, à Genève, est achevée en 1405 sous sa direction et en 1422, il fonde à Annecy un couvent des dominicains.

### Mort et testament
Jean Allarmet de Brogny meurt le 15 février 1426, à Rome.
Par son testament du 22 octobre 1423, il fonde un collège à Avignon pour 24 écoliers, dont plus de la moitié originaire de sa province d'origine, la Savoie. Il fait don de sa bibliothèque, plus de 900 manuscrits, au collège.
Son corps est déposé dans un premier temps dans la chapelle Saint-Martin du Vatican, puis il est transféré à Genève. Son corps est inhumé le 23 novembre 1428, dans la chapelle des Macchabées de la cathédrale Saint-Pierre, qu'il a fait édifier.

## Armoiries épiscopales
| Blason | Blasonnement : D'azur à la bordure d'or, à la croix patriarchale brochante de gueules (à enquérir). alias D'or à la croix patriarchale de gueules, à la bordure de même. |

## Anecdotes
Depuis 1450, la cathédrale métropolitaine de Cambrai est dépositaire de l'icône de Notre-Dame-de-Grâce.
On pense que le cardinal de Brogny, vice-chancelier de l'Église catholique, légat du pape, est entré grâce à ses différentes charges en relation avec certains patriarches grecs et les chrétientés d'Orient. C'est vraisemblablement par ce canal qu'il a reçu cette icône.
Plus tard en 1426, un chanoine titulaire de la cathédrale de Cambrai, Fursy de Bruille, secrétaire du cardinal de Brogny, reçoit l'icône en legs. Le chanoine la rapporte de Rome en 1440 et, à sa mort en 1450, il en fait don à la cathédrale de Cambrai.
Dans l'opéra "La Juive" de Fromental Halévy, sur un livret d'Eugène Scribe, créé à Paris en 1835, le cardinal "Gian Francesco, cardinal de Brogni" est un des trois premiers rôles masculins, l'action se situant en 1414 à Constance au début du Concile.

## Postérité
Une avenue d'Annecy porte son nom.